# Sven Salén
Sven Gustaf Salén (* 7. November 1890 in Borås; † 29. Oktober 1969 in Stockholm) war ein schwedischer Segler.

## Erfolge
Sven Salén, der für den Kungliga Svenska Segelsällskapet segelte, nahm in der 6-Meter-Klasse an zwei Olympischen Spielen teil. 1936 war er bei den Spielen in Berlin Skipper der May Be und erzielte mit unter anderem zwei Siegen in sieben Wettfahrten 62 Gesamtpunkte. Die May Be, deren Besatzung aus Torsten Lord, Lennart Ekdahl, Martin Hindorff und seiner Ehefrau Dagmar Salén bestand, schloss die im Olympiahafen Düsternbrook in Kiel stattfindende Regatta somit auf dem dritten Platz hinter Großbritannien und Norwegen ab. 1952 segelte er in Helsinki auf der May Be VII, verpasste als Vierter allerdings dieses Mal knapp einen weiteren Medaillengewinn.
Bereits 1927 erhielt Salén die Svenska-Dagbladet-Goldmedaille, nachdem er den Gold Cup in der 6-Meter-Klasse gewonnen hatte. Von 1922 bis 1962 war er Geschäftsführer der von ihm selbst gegründeten Salén-Reederei.